# Sint-Stefanuskerk (Massenhoven)

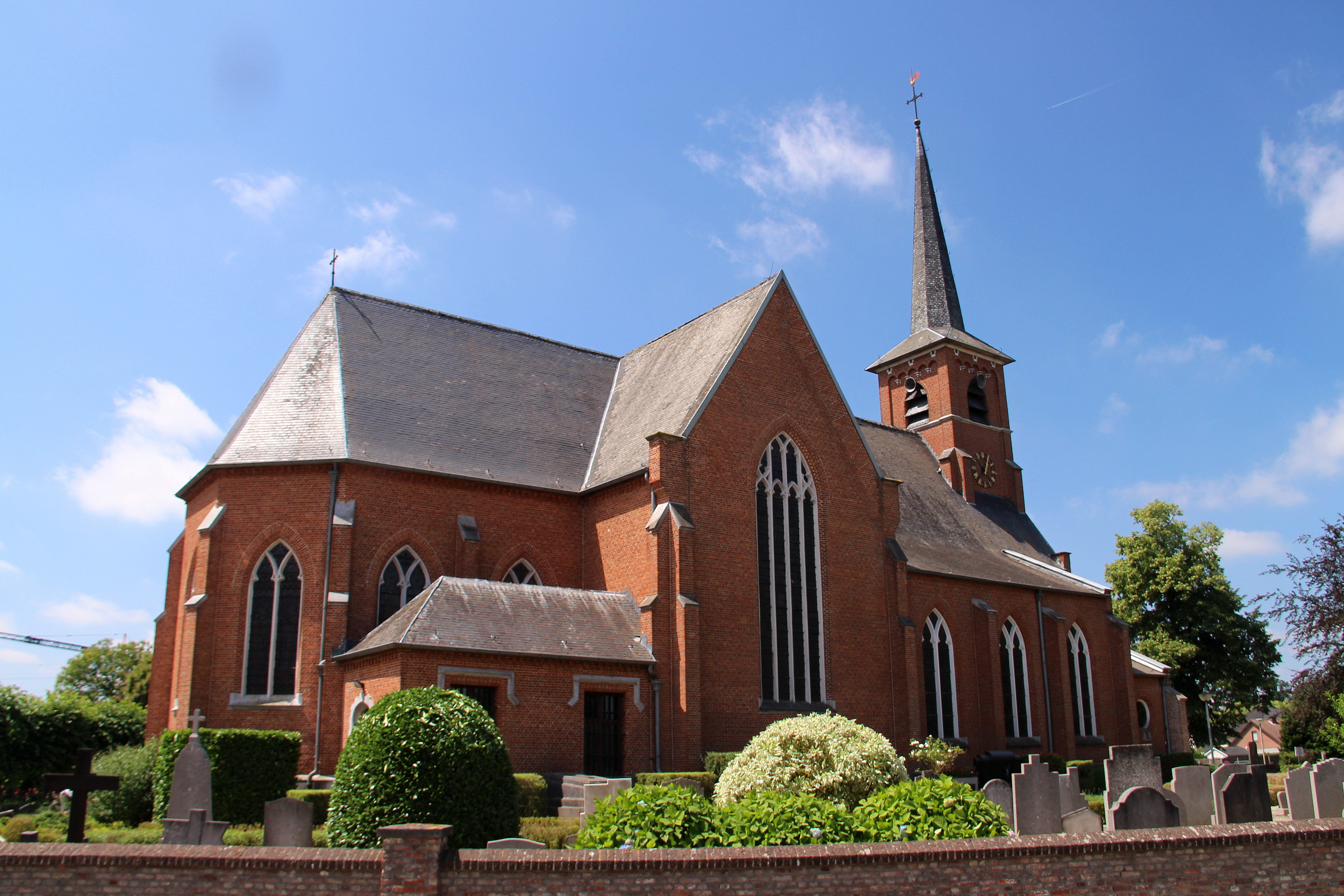
Sint-Stefanuskerk

De Sint-Stefanuskerk is de parochiekerk van de tot de Antwerpse gemeente Zandhoven behorende plaats Massenhoven, gelegen aan de kerkstraat.

## Geschiedenis
Pas in 1839 werd Massenhoven een zelfstandige parochie, voordien was het afhankelijk van Viersel.
De kerk werd gebouwd in 1857-1858 naar ontwerp van Eugeen Gife. In 1935-1936 werden twee zijbeuken toegevoegd naar ontwerp van Henry Alewaerts. Op 12 mei 1940 werd de kerk zwaar beschadigd omdat het Belgische leger de toren opblies. Na de oorlog werd de kerk hersteld waarbij de toren naar ontwerp van Rie Haan werd herbouwd.

## Gebouw
Deze naar het zuidoosten georiënteerde kerk heeft een ingebouwde westtoren van vier geledingen. De bakstenen kerk is overwegend in neogotische stijl en ook het kerkmeubilair is neogotisch.